# 韋斯特維爾 (印第安納州)
韋斯特維爾（英語：Westville）是一個位於美國印第安納州拉波特縣的城鎮。

## 人口
根據2010年美國人口普查的數據，韋斯特維爾的面積為8.42平方千米，當中陸地面積為8.42平方千米，而水域面積為0.00平方千米。當地共有人口5853人，而人口密度為每平方千米695人。